# 敏比亚
 敏比亚 (發音：[mɪ́ɴbjá mjo̰])是缅甸若开邦妙乌县敏比亚镇区的一个镇。

## 自然灾害
2010年6月15日，强降雨天气导致了超过25个建筑被摧毁，其中包括住宅、学校建筑和一座清真寺。近200人被安置在附近的几个村庄的清真寺中。
2011年11月12日，敏比亚中心市场所有的567家永久店铺在火灾事故中被毁。

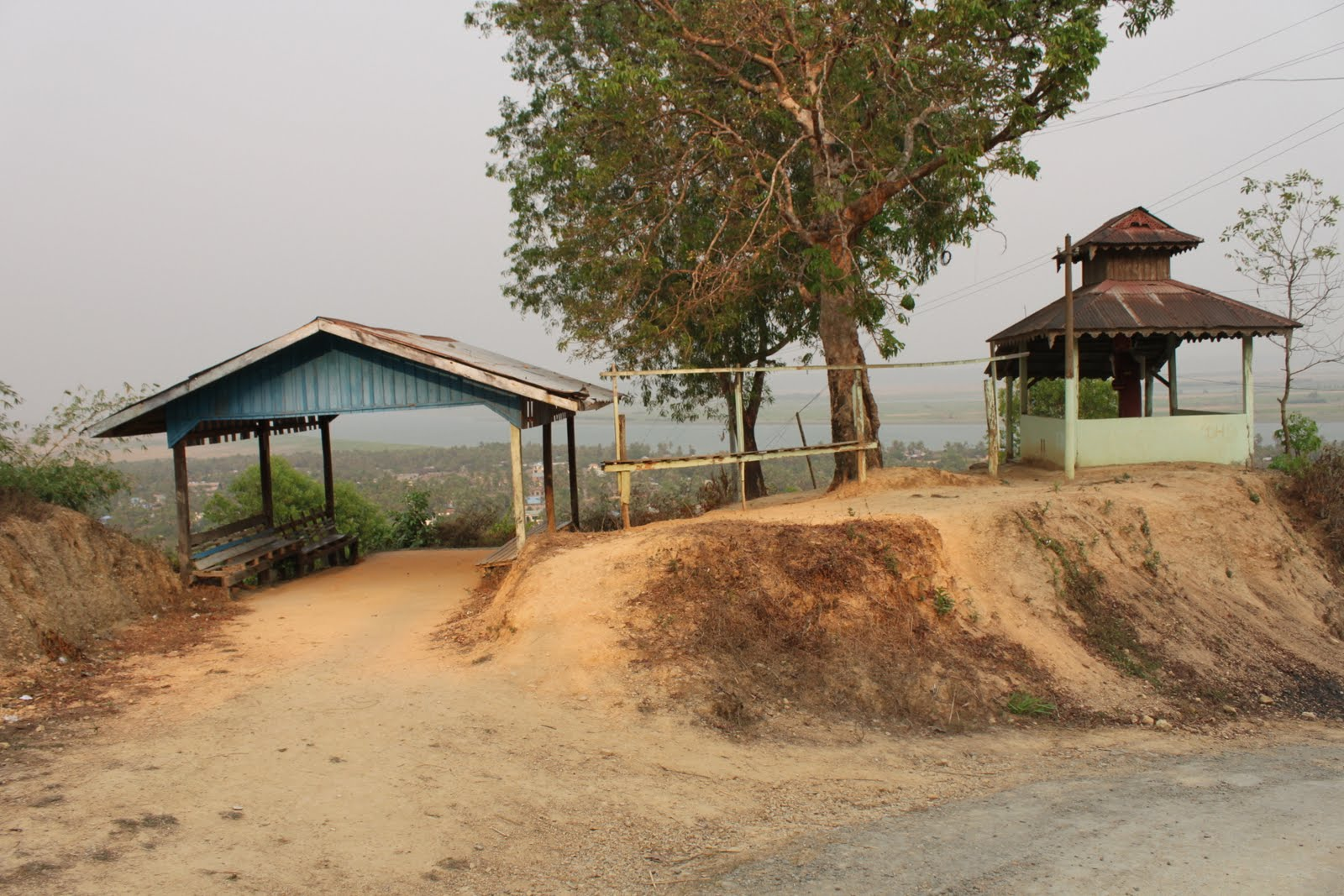
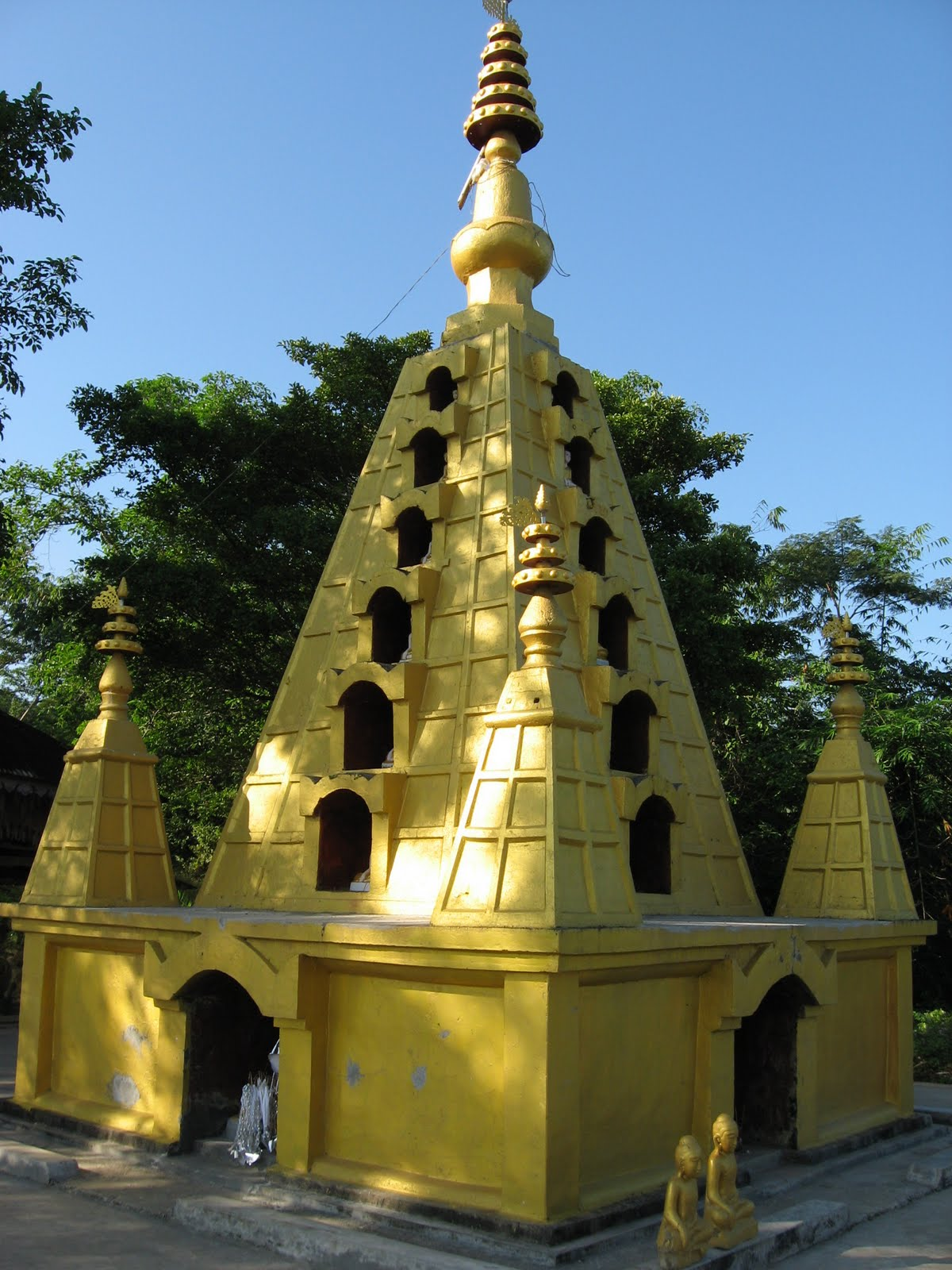
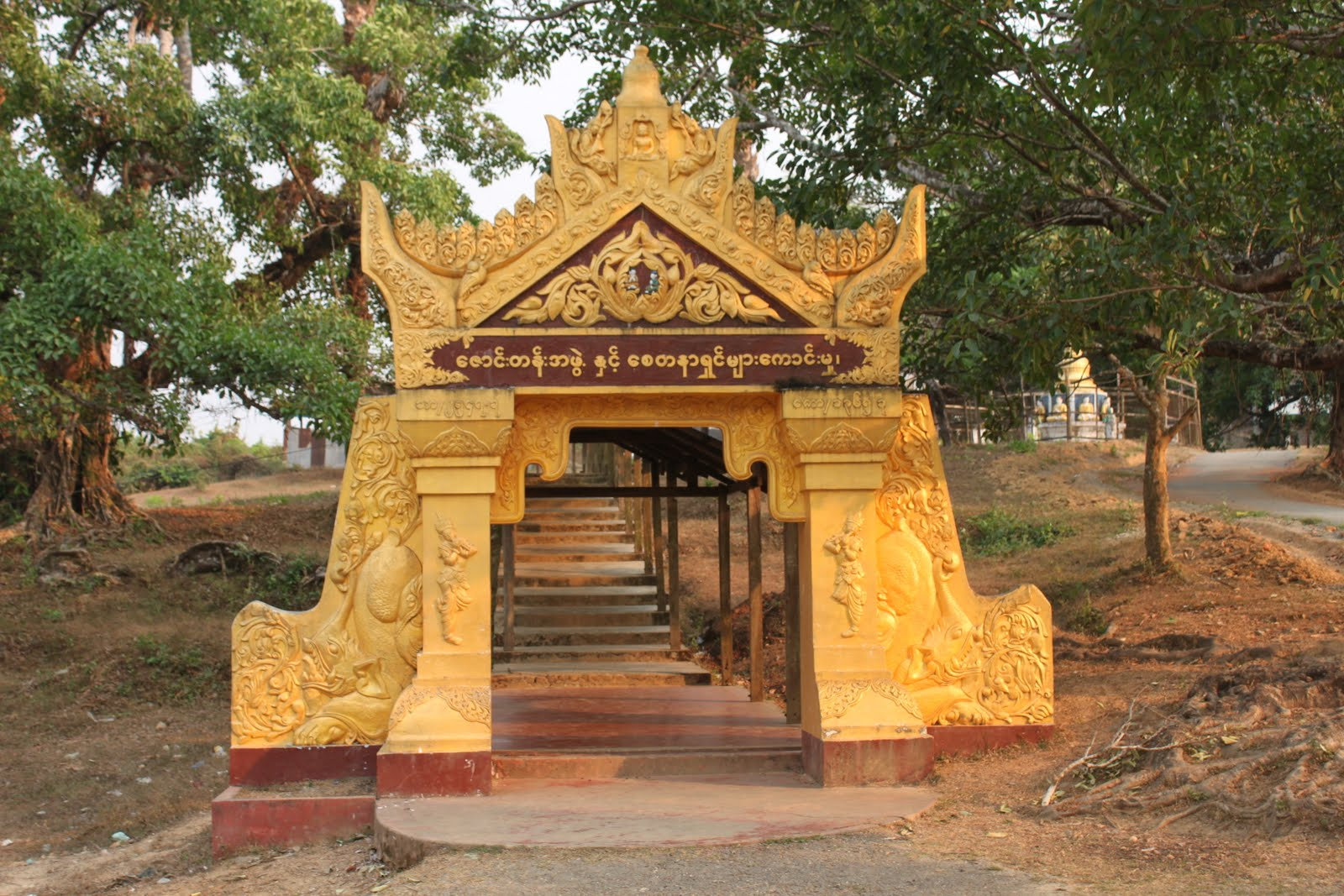
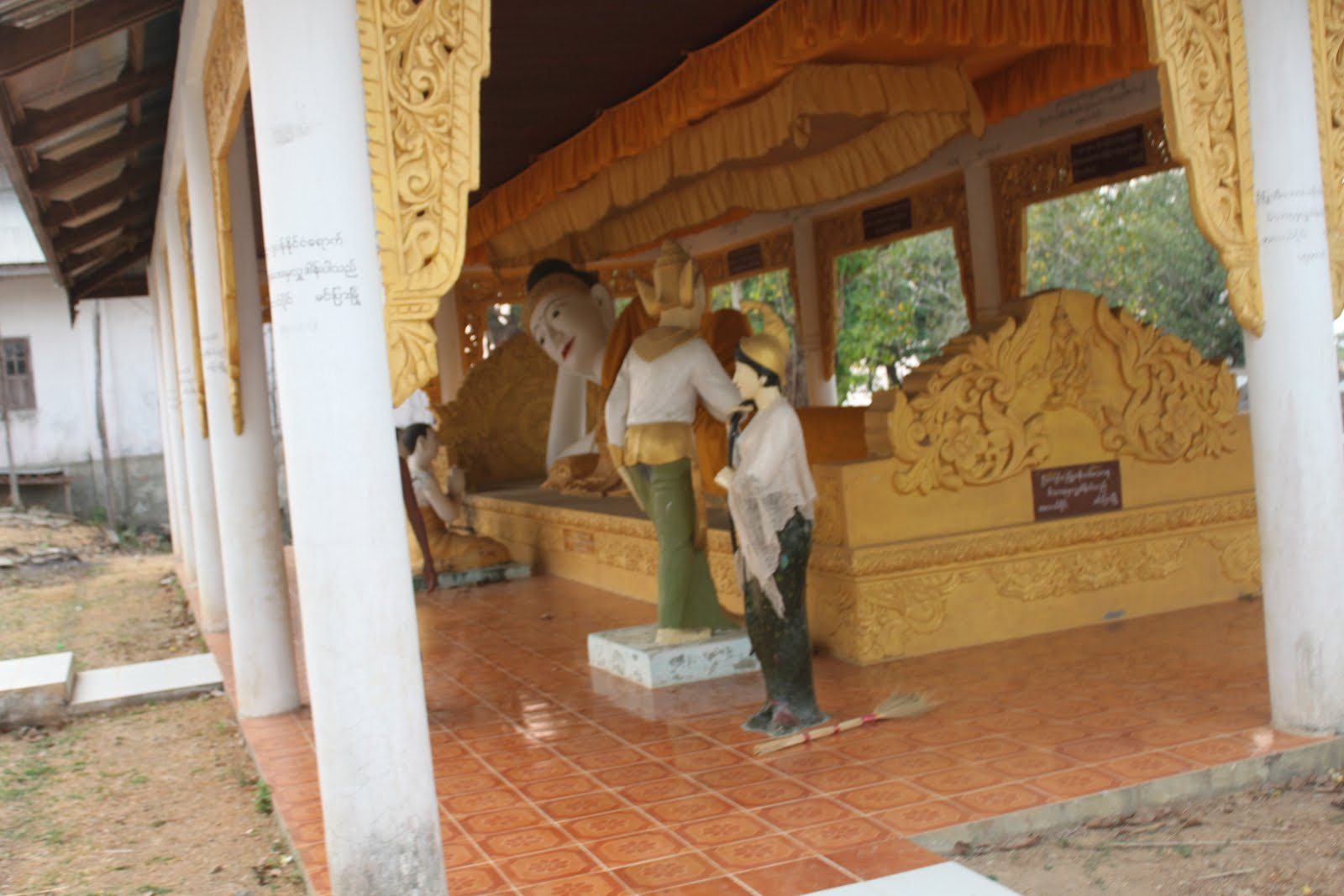
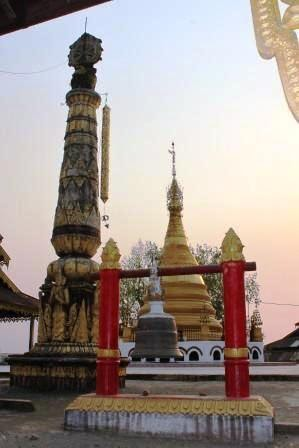